# Rhodamnia fordii
Rhodamnia fordii är en myrtenväxtart som beskrevs av Neil Snow. Rhodamnia fordii ingår i släktet Rhodamnia och familjen myrtenväxter. Inga underarter finns listade i Catalogue of Life.